# Serrure à goupilles

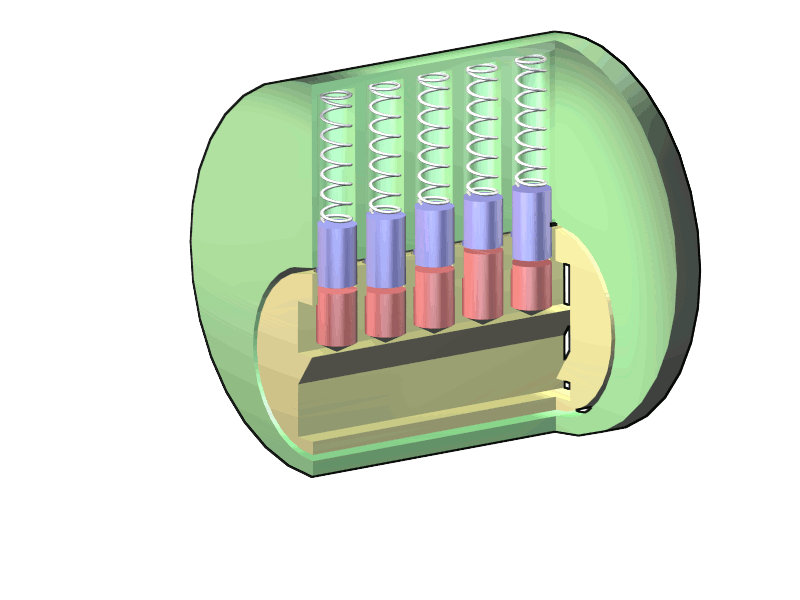
Serrure à goupilles verrouillée

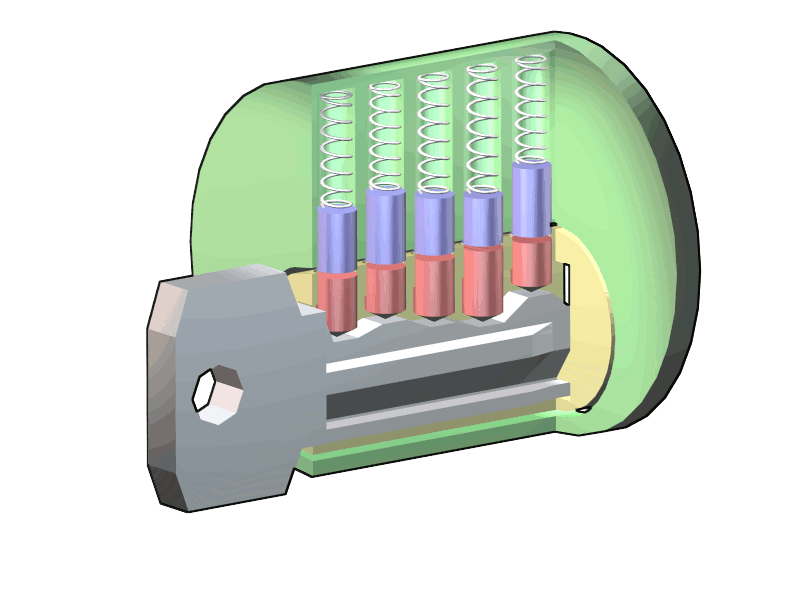
Serrure à goupilles avec sa clé insérée

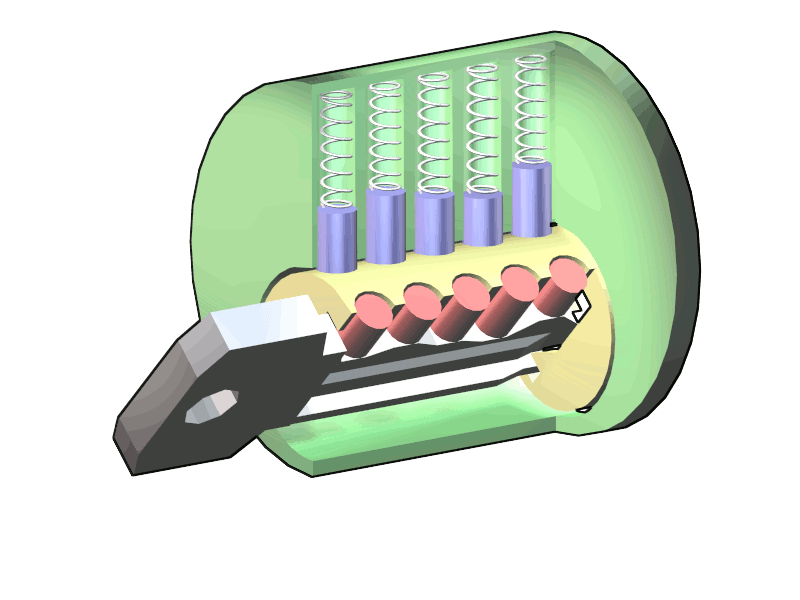
Serrure à goupilles déverrouillée

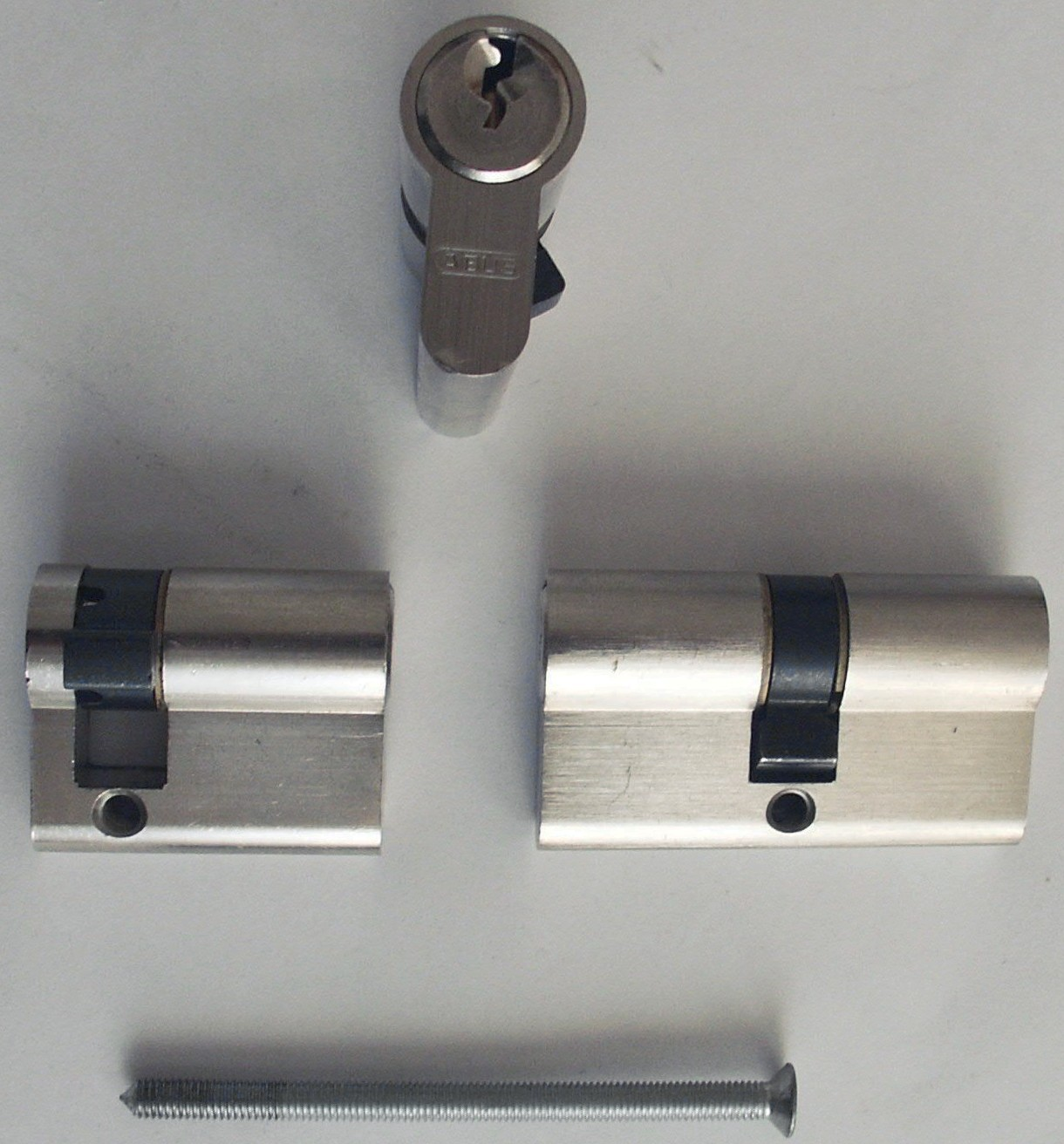
Différentes vues d'un cylindre et sa vis de fixation dans la porte

La serrure à goupilles, encore appelée serrure de Yale ou serrure américaine, utilise une série de goupilles (broches) de différentes tailles, pour bloquer l’ouverture sans l’introduction de la clef correspondante. On utilise largement ce système dans les serrures à cylindre communément répandues de nos jours.

## Histoire
Le principe de la serrure à goupilles remonte à l’Égypte antique, avec un système de verrouillage de portes utilisant des goupilles de bois que l’on soulevait à une hauteur appropriée pour libérer l’ouverture. Néanmoins, il faut attendre 1850 pour que l’américain Linus Yale Jr. (1821 – 1868) perfectionne l’invention de son père – également dénommé Linus Yale Sr. – et dépose un brevet le 6 mai 1861 pour la première serrure cylindrique équipée d’une clef plate crantée, similaire à celles que l’on utilise aujourd’hui.

## Fonctionnement
Dans une serrure de Yale, le cylindre tourne à l’intérieur d’un barillet. Le cylindre comporte une fente (le chemin de clé) destinée à accueillir la clé. À son autre extrémité, on trouve une came ou un levier permettant d’actionner le pêne de la serrure. 
Le cylindre est percé de trous perpendiculaires au chemin de clé (généralement 5 ou 6), à l’intérieur desquels coulissent des pistons, qui sont positionnés selon la hauteur des crans de la clef. Ces trous correspondent à d’autres ouvertures percées dans le barillet, qui contiennent des goupilles pressées en direction du cylindre par des ressorts hélicoïdaux. Les chasse-goupilles ont chacun une taille différente définissant la combinaison de la serrure. Lorsqu’on introduit la clef dans la serrure, cette dernière repousse les chasse-goupilles qui à leur tour appuient sur les goupilles. 
Si un cran de la clef est trop court, la goupille correspondante n’est pas repoussée suffisamment haut et elle reste encastrée dans le trou du cylindre. Au contraire, si un cran de la clé est trop long, le piston vient s’encastrer dans le trou du barillet, empêchant le cylindre de tourner. Il faut que tous les crans de la clef alignent les goupilles à la limite du barillet et du cylindre pour que ce dernier puisse tourner. L’extrémité des goupilles est arrondie afin que la clé s’enfonce facilement.